# Severinska buna
Severinska buna povijesni je događaj, koji se dogodio na prostoru Varaždinskog generalata 1755. godine u krugu današnjeg grada Bjelovara i cjelokupnog prostora bivšeg generalata. Događaji bune doveli su do uspostave novog urbano-vojnog centra u krugu područja bune, tj. današnji Bjelovar.

## Uzroci
Pobuna je počela nakon najave generalmajora Franje Knesouitscha von Guicciardija za obavezno sakupljanje 120.000 forinti od svih građana Varaždinskog generalata za nabavu novih vojnih odora.
Istovremeno je kapetan Petar Ljubojević prosvjedovao protiv toga govoreći da nitko tu cijenu nebi platio.
Početkom siječnja 1755. godine komisija dolazi u Križevce ubrati novac te je naišla na odlučan otpor seljaka, te je već sredinom siječnja došlo do mjestimičnih sukoba u okolnim selima.

## Početak
Prvi značajni čin bune zbio se u Zrinskom Topolovcu, gdje je poručnik Echellhorn, usprkos prigovorima i otporu krajišnika, počeo sakupljati novac. No pri pokušaju odlaska iz sela zaustavili su ga krajišnici kada je ranjen i novac mu je oduzet.
Kada su vijesti napada na Echellhorna došle do pukovnika Brentana, seljaci su iz Zrinskog Toplovca pobjegli u susjedno selo Rovišće, gdje se u svrhu otpora novim mjerama i nasilnom ponašanju održalo vijeće općeg otpora krajišnika 17. siječnja.
Istovremeno su u Velikoj Trnovitici, Josip Krčelić, i Ignjacije von Leillersperg, nakon rasprave objavili generalsku zapovijed. Nakon pregovora s Petrom Ljubojevićem zaključeno je, da će se krajišnici okupiti u selu Severin gdje se tada čuvala škrinja krajiških prava. U to vrijeme je u Severin bio značajni vojni centar te je u njemu bilo postavljeno 17.000 naoružanih krajišnika.
Po odluci krajišnici kreću prema Severinu, s generalskom zapovijedi da sa sobom moraju dovesti svoje časnike. Navedeni časnici jesu povedeni, ali u isto vrijeme i mučeni. 22. i 23. siječnja nekoliko je časnika ubijeno u Severinu i postavljeno na kolce kao opomena svima onima koji bi pokušali uzvratiti pobunjenicima.
Dana, 25. siječnja krajišnici putem Philippa Lewin von Becka šalju popis žalbi u 35 točaka kojim se „obćina generalije Varaždinske“ (samoproglašena „Severinska komuna“) obraća izravno carici Mariji Tereziji.
Beck odmah kreće u Beč, te nešto kasnije za njim i krajiška delegacija na čelu s kapetanom Petrom Ljubojevićem. Potaknuta zahtjevima krajišnika, carica Marija Terezija naredila je da carska komisija istraži nastalu nelagodu.
Carska komisija počela je istragu 24. travnja 1755. godine u Kaniži.
Philipp Lewin von Beck bio je upućen u Varaždinski generalat kako bi uvjerio krajišnike, da će se situacija riješiti mirno i to bez teških posljedica za one koji su počinili kakvo kažnjivo djelo.
U međuvremenu je kontingent carske vojske presjekao svaku vezu Varaždinskog generalata sa Slavonijom. Uz Philippa Lewina von Becka je i kapetan Ljubojević služio u smirivanju krajišnika, po uputama komisije.
Po odlazku u Kanižu, Petar Ljubojević je uhićen.

## Posljedice
Istraga komisije trajala je do sredine 1755. godine, te je odluka donesena 21. srpnja iste godine. Kazneno je prijavljeno 101 osoba. Na degradaciju i tamnicu u trajanju od 10 godina osuđeni su; Petar Ljubojević te kapetani Knežević i Vuković, od prve osuđeni na smrt. Desetorici osoba izdana je smrtna kazna, a najvećem dijelu osuđenika oduzeta je sva imovina.
Nakon događaja bune prestala je postojati stara narodna samouprava na području Varaždinskog generalata. Te su i uklonjeni knezovi, narodni suci, te su ih zamijenili auditori pod direktnim nadzorom vojske, te su krajišnicima oduzeta prava vlasništva nekretnina.
Događaji bune ukazali su na potrebu za novim upravnim središtem pomoću kojeg bi se provodila bolja kontrola nad narodom. Po odluci carice Marije Terezije i pod nagledom Philipa Lewin von Becka izgrađena je utvrda na visoravni okruženoj močvarama rječica Bjelovacke i Plavnice koje su pružale sigurnost, 11 kilometara od Severina. Izgradnjom grada Bjelovara, Severin gubi svoju vojno-stratešku važnost.